# Chloropteryx glauciptera
Chloropteryx glauciptera là một loài bướm đêm trong họ Geometridae.